# Georg von Alten (Diplomat)
Georg Friedrich August von Alten (* 8. September 1815 in Verden; † in der Nacht vom 31. März auf den 1. April 1882 in Montreux) war ein deutscher Diplomat.

## Leben

### Herkunft
Georg war das sechste Kind und der zweite Sohn des Viktor von Alten (1755–1820) und dessen Ehefrau Charlotte, geborene von Kinsky und Tettau (1775–1842).

### Karriere
Alten studierte ab 1834 in Genf und Berlin Rechtswissenschaft und beendete sein Studium 1839 in Göttingen mit dem juristischen Examen. Von 1839 bis 1841 war er Amtsauditor im hannoverschen Staatsdienst. Im Jahre 1841 wurde er königlich hannoverscher Gesandtschaftsattaché in Berlin und Dresden, 1843 zum Gesandtschaftssekretär ernannt und 1846 als Geschäftsträger und Legationsrat nach Den Haag und Brüssel versetzt. 1849 abberufen, ging Alten 1850 als Intendant an das Hoftheater nach Hannover. 1859 erwarb er das Gut Ahlem bei Hannover und widmete sich fortan der Familienforschung. Im Oktober 1863 wurde er Generalsekretär im Auswärtigen Amt und Geheimer Legationsrat und kam im Mai 1865 als Gesandter nach Sankt Petersburg. Mit der preußischen Annexion Hannovers 1866 wurde er in den einstweiligen Ruhestand versetzt.
Am 3. Mai 1869 trat Alten in den Dienst des Norddeutschen Bundes und wurde als Konsul nach Jerusalem entsandt. Mit der Reichseinigung 1871 wurde er Kaiserlicher Deutscher Geheimer Legationsrat und Generalkonsul. In seine Amtszeit fällt der Besuch des Kronprinzen Friedrich Wilhelm, des späteren Kaisers Friedrich III., und damit verbunden die Übertragung des östlichen Drittels des Muristan-Grundstücks in Jerusalem an die preußische Krone (7. November 1869) und die Gründung der Schule der Evangelischen Gemeinde deutscher Sprache zu Jerusalem (17. März 1873). Bis 1878 besuchten auch Kinder der Templer aus dem Tale Rephaim diese Schule. Er machte sich besonders einen Namen unter der jüdischen Bevölkerung, da er seine Schutzfunktion auch auf nicht-deutsche Juden ausdehnte, sich für das aschkenasische Jerusalemer Krankenhaus Biqqur Cholim einsetzte sowie die falschen Anschuldigungen gegen Haim J. Naggiar wegen Kindesraubs und Kannibalismus aufdeckte und die Bestrafung der Verantwortlichen durchsetzen konnte (1870). Im April 1873 wurde er abberufen und zog nach Verkauf des Ahlemer Gutes aus gesundheitlichen Gründen nach Montreux, wo er 1882 verstarb.
Alten war Ehrenritter des Johanniterordens, Großoffizier des Ordens der Eichenkrone, Inhaber des Hausordens der Wendischen Krone II. Klasse sowie des Sankt-Stanislaus-Ordens III. Klasse.
Er wurde in der Palästina-Forschung seit 1973 mit seinem älteren Bruder, dem Grafen Viktor von Alten verwechselt, was auf einen Fehler von Mordechai Eliav zurückgeht, dem alle späteren Historiker fälschlich folgten, darunter Alex Carmel, Ejal Jakob Eisler, Chaim Goren, Martin Lückhoff, Zeʾev W. Sadmon, Abdel-Raouf Sinno (عبد الرؤوف سنّو, DMG ʿAbd-ar-Raʾūf Sinnū).

### Familie
1851 heiratete er in Enzen Karoline von Oheimb (1821–1859), mit der er zwei Söhne hatte:
- Viktor (1852–1886), Sekondeleutnant ⚭ 1877 Helene Heydtmann (* 1850)
- Karl (1853–1882), Premierleutnant ⚭ 1874 Auguste Freiin von Ompteda (1848–1909)